# ویرجین گیمز
ویرجین گیمز (انگلیسی: Virgin Games) شرکت سرگرمی بریتانیایی است، که در سال ۲۰۰۳ توسط گروه ویرجین تأسیس شد.